# Denfert-Rochereau (stanice metra v Paříži)

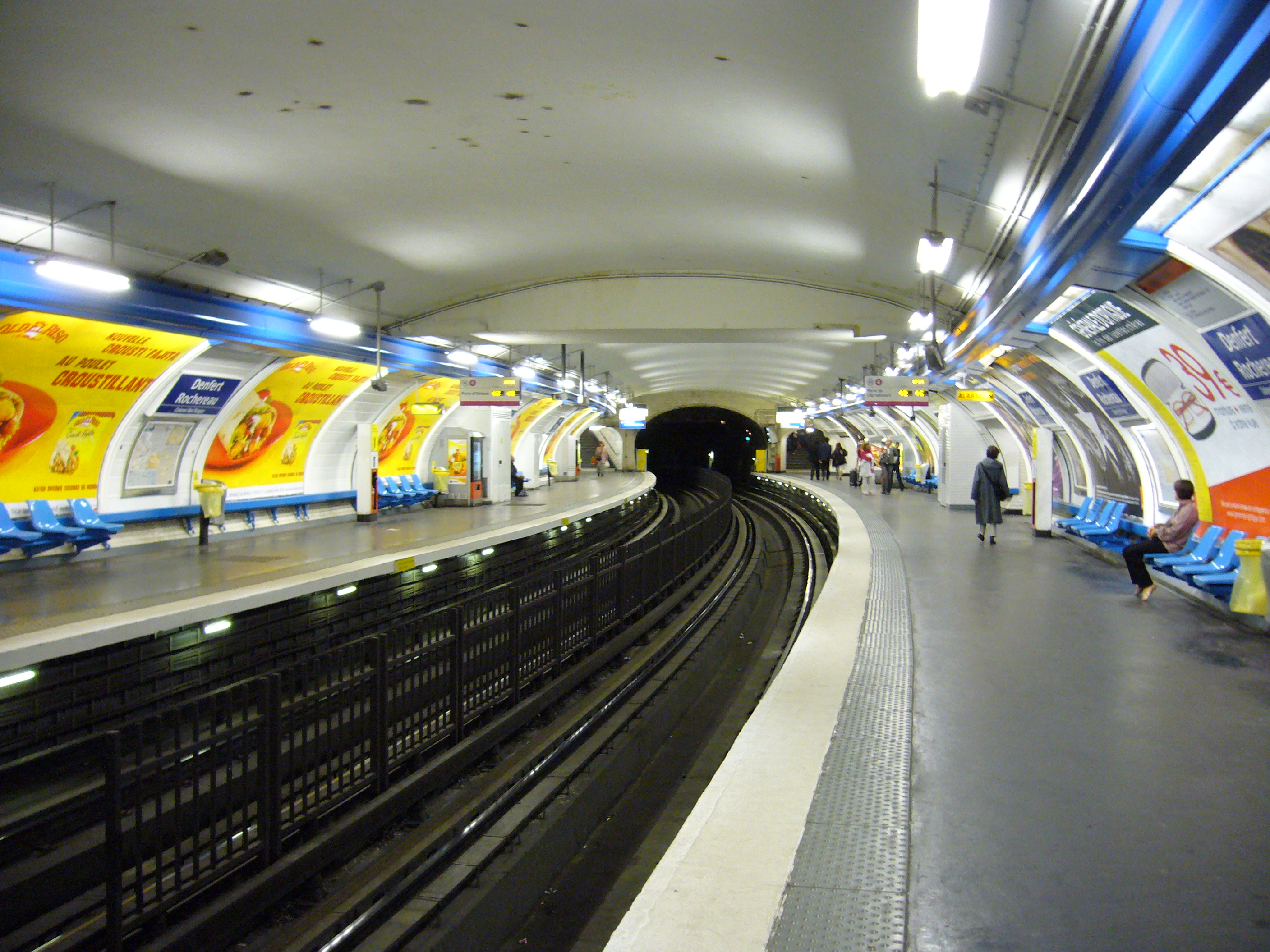
Nástupiště na lince 4

Denfert-Rochereau je přestupní stanice pařížského metra mezi linkami 4 a 6 a linkou RER B. Nachází se ve 14. obvodu v Paříži pod náměstím Place Denfert-Rochereau.

## Historie
Stanice byla otevřena 24. dubna 1906 při zprovoznění úseku Passy ↔ Place d'Italie. V roce 1903 se oddělil od linky 1 úsek počínaje stanicí Étoile a vznikla nová linka 2 Sud (2 Jih), též nazývána Circulaire Sud (Jižní okruh). Tato linka byla právě 24. dubna 1906 rozšířena od stanice Passy po Place d'Italie. 14. října 1907 byla linka 2 Sud zrušena a připojena k lince 5. Dne 12. října 1942 byla stanice Raspail, respektive celá část Étoile ↔ Place d'Italie opět odpojena od linky 5 a spojena s linkou 6, která tak získala dnešní podobu.
Linka 4 zde byla napojena 30. října 1909, když byl zprovozněn jižní úsek linky, který ze stanice Raspail do Porte d'Orléans.
9. prosince 1977 byl umožněn přestup na linku RER B na stejnojmenné stanici.
Ačkoliv je linka 6 starší, byla vybudována ve větší hloubce než linka 4. Nástupiště linky 6 jsou vyzdobeny původními oranžovými dlaždicemi. Naopak u linky 4 jsou obklady modré a bílé.

## Název
Jméno stanice je odvozeno od názvu náměstí Place Denfert-Rochereau. Pierre Philippe Denfert-Rochereau (1823–1878) byl francouzský plukovník, který úspěšně obhájil město Belfort proti Prusům během prusko-francouzské války.
V roce 2004 byl u příležitosti 60. výročí osvobození Paříže oficiální název stanice doplněn ještě podnázvem psaným malým písmem: Colonel Rol-Tanguy neboli plukovník Rol-Tanguy podle Avenue du Colonel Henri Rol-Tanguy. Plukovník Henri Rol-Tanguy (1908–2002) byl velitel francouzského odboje během druhé světové války. Tento podnázev se ovšem používá pouze na informačních tabulích linky 4.

## Vstupy
Stanice má několik východů:
- Avenue du Colonel Henri Rol-Tanguy u domu č. 2
- Avenue du Général Leclerc u domů č. 1, 2 a 4

## Zajímavosti v okolí
- Place Denfert-Rochereau
- Replika sochy Lion de Belfort (Lev z Belfortu) uprostřed náměstí symbolizující obranu plukovníka Denfert-Rochereau
- Pařížské katakomby